# Саманта Тина
Саманта Тина (31. март 1989) рођена као Саманта Полакова, је летонска певачица.

## Каријера
Тина је 2010. године победила у летонској музичкој емисији O!Kartes akadēmija, освојивши прилику да похађа Tech Music School у Лондону. 2011. године такмичила се на молдавском такмичењу Golden Voices, где је победила.
У 2012. години, такмичила се на такмичењу Славиански базару у Витебску заједно са још 20 такмичара. Првог дана извела је латвијску народну песму Auga, auga Rūžeņa и освојила 93 поена. Другог дана извела је песму Где то далеко, и добила је 104 поена. Свеукупно је освојила 197 бодова и била је друга.
1. децембра 2011. године Тина је проглашена за учесницу такмичења Eirodziesma 2012, летонског националног избора за Песму Евровизије 2012. Певала је песму I Want You Back са Давидсом Каландијом, са којом су се пласирали у финале. У другом полуфиналу је самостално певала песму For Father, међутим није се успела пласирати у финале. Она и Давидс су били други у финалу такмичења.
15. јануара 2013. године откривено је да ће учествовати у новој верзији националног избора под називом Dziesma, са песмом I Need a Hero. Сматрана је фаворитом такмичења. У финалу је поново била друга, а бенд PeR је отишао на Песму Евровизије 2013. у Малме. Исте годинер је учествовала на литванском националном избору са Вудисом. Певали су песму Hey Chiki - Mama, али су елиминисани у полуфиналу. 2014. године је поново учествовала на Dziesmi, али са песмом Stay. Прошла је у суперфинале, у којем је освојила треће место.
2015. године је била учесница такмичења Lietuvos balsas, литванске верзије популарне емисије The Voice. Пошто није Литванка, комуницирала је са жиријем на руском. Такмичење је завршила у полуфиналу.
31. јануара 2016, објављено је да ће учествовати на новом летонском избору за Песму Евровизије под називом Supernova 2016, са две песме, We Live for Love и The Love Is Forever. Песма We Live for Love је испала у првом кругу квалификација, а песму The Love Is Forever је у другом кругу спасио жири. Након што су објављени резултати квалификација, она се повукла са такмичења. Такође са такмичила на литванском националном избору за Песму Евровизије 2017. са песмом Tavo oda, са Тадасом Римгаилом. Песма је испала у првом кругу квалификација.
2019. опет се пријавила на летонски национални избор за Песму Евровизије, Supernova 2020 са песмом Still Breathing, коју је написала Амината Савадого. Прошла је оба круга квалификација и добила прилику да наступа у финалу 8. фебруара. Победила је и постала представница Летоније на Песми Евровизије 2020. у Ротердаму. 18. марта 2020. ЕРУ је објавио да се Песма Евровизије 2020. отказује због пандемије корона вируса. 16. маја 2020. летонска телевизија је приказала документарац о Самнтином евровизијском путу у којем је објавила да ће Саманта бити представница Летоније на Песми Евровизије 2021.

## Дискографија
- I Want You Back (2012)
- I Need a Hero (2013)
- Hey Chiki - Mama (са Вудисом) (2013)
- Stay (2014)
- We Live for Love (2016)
- The Love Is Forever (2016)
- Kāds trakais mani uzgleznos (2016)
- Tavo oda (са Тадасом Ригмаилом) (2017)
- Vējš bungo klavieres (2017)
- Pietiks (2017)
- Cutting the Wire (2019)
- Pirmais sniegs (2019)
- Still Breathing (2019)
- I Got The Power (2020)